# Ved Sæby Aa
|  | Denne artikel er oprettet af botten PalnaBot ud fra en ekstern database. Den kan derfor have sproglige fejl eller mangler. Denne skabelon kan fjernes efter kontrol af indholdet. |

Ved Sæby Aa er en film med ukendt instruktør.

## Handling
Natur. Idylliske billeder fra Sæby og Sæby å. Børn ved å. Børn ved robåde. Robåde i å. Stort hus ved dæmning. Storkepar i rede. Sø og mark. Pige i høstak. Piger arbejder med lugejern i mark. Robåde i sø. Kirke ved å. Telefonmast afspejler sig i sø. Hus ved mindre vandfald. Sluse. Børn og hestevogn. Sø. Stort hus.